# Graham Potter
Pour les articles homonymes, voir Potter.
Graham Stephen Potter, né le 20 mai 1975 à Solihull, est un footballeur anglais reconverti en tant qu'entraîneur.
Il se fait notamment connaître pour son passage à la tête du club suédois de l'Östersunds FK, qu'il reprend en quatrième division en 2011 avant l'amener au premier échelon quatre ans plus tard et de gagner la Coupe de Suède en 2017. Il atteint par la suite la phase finale de la Ligue Europa en début d'année 2018. Après six ans et demi de service, il s'en va au mois de juin 2018 pour entraîner l'équipe galloise de Swansea City où il ne reste qu'une saison. Il prend ensuite la tête de l'équipe de Brighton & Hove, où il parvient à maintenir l'équipe en Premier League en proposant un jeu protagoniste et offensif. Ce passage remarqué lui permet d'entraîner un club de plus grande envergure, en devenant le premier entraîneur recruté sous l'ère Todd Boehly au Chelsea FC en septembre 2022. Mais les mauvais résultats du club font qu'il est démis en avril 2023.

## Biographie

### Carrière de joueur
Né à Solihull, Potter commence sa carrière à Birmingham City, en deuxième division anglaise lors de la saison 1992-1993, disputant une vingtaine de match. Moins utilisé par la suite, il est dans un premier temps prêté à Wycombe Wanderers en quatrième division avant d'être vendu au club de Stoke City en décembre 1993. Après trois années chez les Potters, il découvre la première division en 1996 à l'occasion de son transfert à Southampton. Son passage est cependant assez bref et, malgré une sélection avec les espoirs anglais en août, il ne dispute qu'une dizaine de matchs avant d'être transféré en deuxième division à West Bromwich Albion en février 1997.
Après trois années et demie chez les Baggies, entrecoupées de prêts à Northampton Town et Reading, Potter rejoint cette fois le club d'York City en quatrième division, où il passe trois saisons et dispute 131 matchs pour 8 buts inscrits. Malgré une proposition d'extension de contrat, il rejoint finalement Boston United durant l'été 2003. N'arrivant pas à s'imposer, Potter est brièvement prêté à Shrewsbury Town en fin d'année avant de quitter les Pilgrims en février 2004 pour rejoindre Macclesfield Town, contribuant au maintien du club en quatrième division. Souffrant d'une blessure au tendon d'Achille à la fin de la saison 2004-2005, son contrat n'est pas renouvelé et il décide de mettre un terme à sa carrière à l'âge de 30 ans.

### Carrière d'entraîneur

#### Études et premiers postes
Sa carrière terminée, Potter se consacre rapidement aux études et obtient un diplôme en sciences sociales en décembre 2005. Il travaille par la suite en tant que directeur du développement du football à l'Université de Hull et comme entraîneur-adjoint de l'équipe anglaise universitaire. Durant cette période, il prend également part à la Coupe du monde de football féminin en 2007 en tant que directeur technique pour l'équipe du Ghana, tenant une chronique pour la BBC le temps de la compétition. Il s'en va ensuite à l'Université métropolitaine de Leeds où il tient un rôle similaire à celle de Hull et y obtient une maîtrise en leadership et intelligence émotionnelle.

#### Östersunds FK

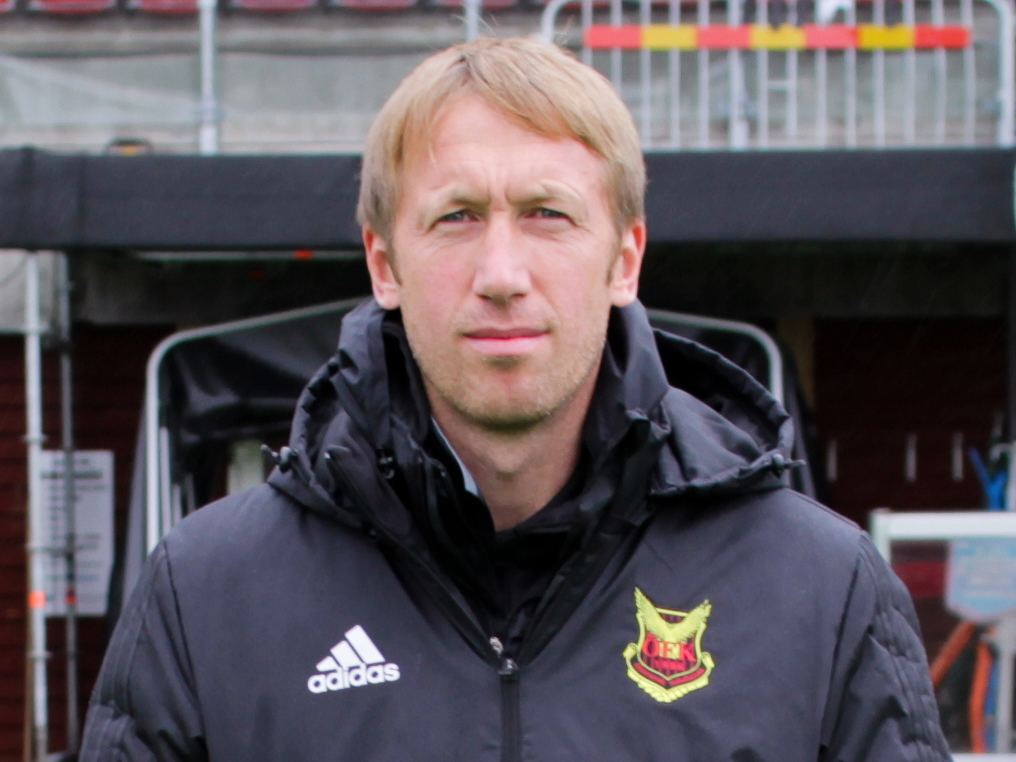
Potter à Östersund.

Ses études terminées, Potter est nommé entraîneur du club suédois de l'Östersunds FK pour trois saisons durant le mois de décembre 2010. Le club est alors tout juste relégué en quatrième division suédoise et en pleine reconstruction. Après deux montées successives en troisième puis deuxième division, son contrat est prolongé de trois années supplémentaires en novembre 2013. Deux ans plus tard, le club est promu en première division pour la première fois de son histoire en finissant deuxième de la deuxième division puis termine septième à l'issue de la saison 2016.
Potter décroche son premier titre majeur quelques mois plus tard en remportant la Coupe de Suède 2016-2017. Cette victoire permet également à son équipe d'être qualifiée pour la phase qualificative de la Ligue Europa 2017-2018 où le club défait notamment les Turcs de Galatasaray SK, les Luxembourgeois de Fola Esch et les Grecs du PAOK Salonique pour obtenir son ticket pour la phase de groupes de la compétition. Terminant deuxième d'un groupe composé de l'Athletic Bilbao, de l'Hertha Berlin et du Zorya Louhansk, Östersund se qualifie pour les seizièmes de finale pour sa première participation en coupe d'Europe où il est éliminé par les Anglais d'Arsenal. Ces performances lui valent d'être élu entraîneur de l'année 2017 en Suède tandis que son équipe remporte le prix de la meilleure performance.

#### Swansea City
Potter quitte Östersund et la Suède le 11 juin 2018 et s'engage pour une durée de trois ans, avec le club gallois de Swansea City, tout juste relégué en deuxième division anglaise.
Sa première rencontre au Pays de Galles se solde par une victoire 2-1 contre Sheffield United. Sa première victoire à domicile intervient quant à elle lors d'une rencontre remportée 1-0 contre Preston North End, au Liberty Stadium. Potter mène son équipe jusqu'en 1/4 de finale de la FA Cup ou il rencontre le Manchester City de Pep Guardiola. Les Swans parviennent à mener 2-0 après 30 minutes de jeu mais trois buts des Citizens dans la dernière demi-heure de jeu privent Potter et ses hommes d'un exploit retentissant. Potter ne reste qu'une saison à Swansea et se classe dixième de Championship, après une bonne fin de saison.
Après le licenciement de l'entraineur irlandais Chris Hughton, Brighton & Hove Albion approche Potter en vue de le nommer manager du club. Cette première approche est rejetée par Swansea qui propose immédiatement après un nouveau contrat à Potter, qui ferait de lui l'un des entraineurs les mieux payés du championnat. Toutefois, le club gallois finit par céder et autorise son entraineur à discuter avec Brighton.

#### Brighton & Hove
Le 20 mai 2019, Potter est nommé entraîneur de Brighton & Hove. Il va y mettre en place un jeu jugé alléchant et offensif. Interviewé par Caviar Magazine, Graham Potter explicite l'impact de sa carrière de joueur dans son management au plus haut niveau. Après deux saisons où le club du sud de l'Angleterre parvient à se maintenir en Premier League sous ses ordres, Brighton se classe neuvième lors de la saison 2021-2022, ce qui est le meilleur classement de l'histoire du club. Cette tendance se confirme puisque Brighton est quatrième du championnat début septembre lors de la saison suivante.

#### Chelsea FC
Le 7 septembre 2022, le Chelsea FC annonce se séparer de son entraîneur Thomas Tuchel. Les bonnes performances de Graham Potter avec Brighton font alors de lui le favori pour lui succéder. Le lendemain, après des négociations fructueuses avec le club londonien, il s'engage avec les Blues pour les cinq prochaines années. Il devient le premier entraîneur recruté sous l'ère du nouveau propriétaire Todd Boehly, qui succède à Roman Abramovitch.
Ses premiers mois en tant qu'entraîneur de Chelsea sont catastrophiques, avec seulement 9 victoires. Le mois de février 2023 est l'un des pires de l'histoire de Chelsea avec seulement 1 but marqué par João Félix face à West Ham. Mais surtout, il ne remporte aucune victoire lors de ce mois ci avec notamment la défaite 1-0 face à Southampton, lanterne rouge de la Premier League, mais également celle  sur le score de 2-0 lors du derby face à Tottenham.
Après une défaite 2-0 à domicile face à Aston Villa, le club londonien annonce son départ le 2 avril 2023.

## Statistiques
- Statistiques tirées de l'English National Football Archive[28]

| Saison                | Club                     | Championnat           | Championnat | Championnat | Coupe nationale | Coupe nationale | Coupe de la Ligue | Coupe de la Ligue | Autres | Autres | Total | Total |
| Saison                | Club                     | Division              | M.          | B.          | M.              | B.              | M.                | B.                | M.     | B.     | M.    | B.    |
| 1992-1993             | Birmingham City          | D2                    | 18          | 2           | 1               | 0               | 0                 | 0                 | 4      | 0      | 23    | 2     |
| 1993-1994             | Birmingham City          | D2                    | 7           | 0           | 0               | 0               | 0                 | 0                 | 2      | 0      | 9     | 0     |
| Sous-total            | Sous-total               | Sous-total            | 25          | 2           | 1               | 0               | 0                 | 0                 | 6      | 0      | 32    | 2     |
| 1993-1994             | Wycombe Wanderers (prêt) | D4                    | 3           | 0           | 0               | 0               | 1                 | 0                 | 1      | 0      | 5     | 0     |
| Sous-total            | Sous-total               | Sous-total            | 3           | 0           | 0               | 0               | 1                 | 0                 | 1      | 0      | 5     | 0     |
| 1993-1994             | Stoke City               | D2                    | 3           | 0           | 2               | 0               | 0                 | 0                 | 0      | 0      | 5     | 0     |
| 1994-1995             | Stoke City               | D2                    | 1           | 0           | 0               | 0               | 1                 | 0                 | 0      | 0      | 2     | 0     |
| 1995-1996             | Stoke City               | D2                    | 41          | 1           | 2               | 0               | 3                 | 0                 | 5      | 0      | 51    | 1     |
| Sous-total            | Sous-total               | Sous-total            | 45          | 1           | 4               | 0               | 4                 | 0                 | 5      | 0      | 58    | 1     |
| 1996-1997             | Southampton FC           | D1                    | 8           | 0           | 0               | 0               | 2                 | 0                 | 0      | 0      | 10    | 0     |
| Sous-total            | Sous-total               | Sous-total            | 8           | 0           | 0               | 0               | 2                 | 0                 | 0      | 0      | 10    | 0     |
| 1996-1997             | West Bromwich Albion     | D2                    | 6           | 0           | 0               | 0               | 0                 | 0                 | 0      | 0      | 6     | 0     |
| 1997-1998             | West Bromwich Albion     | D2                    | 5           | 0           | 0               | 0               | 0                 | 0                 | 0      | 0      | 5     | 0     |
| 1998-1999             | West Bromwich Albion     | D2                    | 22          | 0           | 1               | 0               | 1                 | 0                 | 0      | 0      | 24    | 0     |
| 1999-2000             | West Bromwich Albion     | D2                    | 10          | 0           | 0               | 0               | 2                 | 0                 | 0      | 0      | 12    | 0     |
| Sous-total            | Sous-total               | Sous-total            | 43          | 0           | 1               | 0               | 3                 | 0                 | 0      | 0      | 47    | 0     |
| 1997-1998             | Northampton Town (prêt)  | D3                    | 4           | 0           | 0               | 0               | 0                 | 0                 | 1      | 0      | 5     | 0     |
| 1999-2000             | Reading FC (prêt)        | D3                    | 4           | 0           | 0               | 0               | 0                 | 0                 | 1      | 0      | 5     | 0     |
| Sous-total            | Sous-total               | Sous-total            | 8           | 0           | 0               | 0               | 0                 | 0                 | 2      | 0      | 10    | 0     |
| 2000-2001             | York City                | D4                    | 38          | 2           | 4               | 1               | 2                 | 0                 | 0      | 0      | 44    | 3     |
| 2001-2002             | York City                | D4                    | 37          | 2           | 6               | 2               | 1                 | 0                 | 0      | 0      | 44    | 4     |
| 2002-2003             | York City                | D4                    | 39          | 1           | 2               | 0               | 1                 | 0                 | 1      | 0      | 43    | 1     |
| Sous-total            | Sous-total               | Sous-total            | 114         | 5           | 12              | 3               | 4                 | 0                 | 1      | 0      | 131   | 8     |
| 2003-2004             | Boston United            | D4                    | 12          | 0           | 1               | 0               | 1                 | 0                 | 1      | 0      | 15    | 0     |
| 2003-2004             | Shrewsbury Town (prêt)   | D5                    | 5           | 0           | 0               | 0               | 0                 | 0                 | 0      | 0      | 5     | 0     |
| Sous-total            | Sous-total               | Sous-total            | 17          | 0           | 1               | 0               | 1                 | 0                 | 1      | 0      | 20    | 0     |
| 2003-2004             | Macclesfield Town        | D4                    | 16          | 2           | 0               | 0               | 0                 | 0                 | 0      | 0      | 16    | 2     |
| 2004-2005             | Macclesfield Town        | D4                    | 41          | 6           | 3               | 0               | 1                 | 0                 | 3      | 0      | 48    | 6     |
| Sous-total            | Sous-total               | Sous-total            | 57          | 8           | 3               | 0               | 1                 | 0                 | 3      | 0      | 64    | 8     |
| Total sur la carrière | Total sur la carrière    | Total sur la carrière | 320         | 16          | 22              | 3               | 16                | 0                 | 19     | 0      | 377   | 19    |

1. ↑  La colonne « Autres » inclut les buts et apparitions en FL Trophy et Coupe anglo-italienne

## Palmarès
En tant qu'entraîneur de l'Östersunds FK, Potter remporte la Coupe de Suède en 2017. Sur le plan personnel, il remporte le titre d'entraîneur de l'année 2017 en Suède.